# 馬文盛
馬文盛（1464年—？），字郁卿，湖廣漢陽府漢陽縣人，軍籍，明朝政治人物。

## 生平
湖廣鄉試第七十名舉人。弘治九年（1496年）中式丙辰科會試第二百七十二名，三甲第一百一十四名進士。

## 家族
曾祖馬友德；祖父馬驤，光祿署丞；父馬謹，遇例冠帶。母賈氏。严侍下。